# Rhynchina undulalis
Rhynchina undulalis är en fjärilsart som beskrevs av Walker 1865. Rhynchina undulalis ingår i släktet Rhynchina och familjen nattflyn. Inga underarter finns listade.